# (34242) 2000 QD100
2000 QD100 (asteroide 34242) é um asteroide da cintura principal. Possui uma excentricidade de 0.10323170 e uma inclinação de 3.86611º.
Este asteroide foi descoberto no dia 28 de agosto de 2000 por LINEAR em Socorro.